# Камерата Корнело
Камера̀но Дикома̀но (на италиански: Camerata Cornello; на ломбардски: Camerada, Камерада) е село и община в Северна Италия, провинция Бергамо, регион Ломбардия. Разположено е на 570 m надморска височина. Населението на общината е 621 души (към 2017 г.).